# ペトロ岐部と187殉教者
ペトロ岐部と187殉教者（ペトロきべと187じゅんきょうしゃ）は、1603年から1639年にかけて日本各地で殉教した日本人のカトリック司祭・修道者・信徒で、2008年に長崎市で行われた列福式でカトリック教会の福者に列せられた188人のキリシタンの総称。司祭になるべくローマへ徒歩で行ったペトロ岐部や、天正遣欧少年使節の一人である中浦ジュリアンらを含む。

## 概要

ペトロ岐部像 大分県国東市

「ペトロ岐部と187殉教者」は、徳川幕府のキリスト教禁教政策のもとで1603年から1639年にかけて各地で殉教した日本人で、5人の司祭・修道者のほか武士、町人などさまざまな身分の183人の老若男女の信徒（キリシタン）が含まれている。中には洗礼名だけで日本名が伝わっていない信徒もいる。2007年6月1日に当時のローマ教皇ベネディクト16世が列福を承認する教令に署名し、2008年（平成20年）11月24日に長崎県長崎市の長崎県営野球場で列福式が執り行われた。列福式には、ローマ教皇代理として元教皇庁列聖省長官のジョゼ・サライバ・マルティンス枢機卿が来日して司式した。日本のカトリック教会では、7月1日を「ペトロ岐部と187殉教者」の記念日としている。

## 福者となった殉教者
※名前の後の括弧内は没時の年齢。

### 八代の殉教者（11名）
キリシタン大名の小西行長が南肥後の領主であったが、関ヶ原の戦いで敗れたことにより、その領地は加藤清正のものとなった。加藤清正は日蓮宗を厚く信仰しており、領内のキリシタンにも日蓮宗への改宗を強制し、従わない者に対しては容赦ない弾圧を加えた。
- 1603年12月8日殉教
  - ヨハネ南五郎左衛門 （35歳）：斬首
- 1603年12月9日殉教
  - マグダレナ南 （33歳）（ヨハネ南の妻）：磔刑
  - ルドビコ南 （7歳）（ヨハネ南の養子）：磔刑
  - シモン竹田五兵衛 （33歳）：斬首
  - アグネス竹田 （30歳）（シモン竹田の妻）：磔刑
  - ヨハンナ武田 （年齢不詳）（シモン竹田の母）：磔刑
- 1606年8月16日殉教
  - ヨアキム渡辺次郎左衛門 （55歳）：獄中にて病死
- 1609年2月4日殉教
  - ミカエル三石彦右衛門 （50歳）：斬首
  - トマス三石 （13歳）（ミカエル三石の息子）：斬首
  - ヨハネ服部甚五郎 （39歳）：斬首
  - ペトロ服部 （5歳）（ヨハネ服部の息子）：斬首

### 萩・山口の殉教者（2名）
山口のキリシタンを一掃しようとした毛利輝元によって、熊谷元直と全盲の琵琶法師であったダミアンは捕らえられた。自らの信仰を明らかにしていた元直は、萩城建設の際の窃盗事件を理由に死罪とされ、地域のキリシタンの精神的支柱であったダミアンは、役人により夜中に刑場に連れ出され、斬首された。
- 1605年8月16日殉教
  - メルキオール熊谷豊前守元直 （50歳）
- 1605年8月19日殉教
  - ダミアン （45歳）

### 薩摩の殉教者（1名）
- 1608年11月17日殉教
  - レオ税所七右衛門 （39歳）

### 生月の殉教者（3名）
平戸の領主であった松浦隆信が南蛮貿易を開始してポルトガル船が入港するようになったことから、1550年代からキリスト教が平戸島や生月島など一帯に広まったが、隆信の死後、息子の松浦鎮信の時代には、キリシタンへの弾圧が厳しくなった。
- 1609年11月14日殉教
  - ガスパル西玄可 （54歳）
  - ウルスラ西 （54歳）：ガスパル西の妻
  - ヨハネ西又市 （24歳）：ガスパル西の息子

### 有馬の殉教者（8名）
島原藩の藩主であった有馬晴信の受洗によって、この地のキリシタンは増加し、その数は数万人に及んだという。しかし、岡本大八事件により晴信が流罪となり、その家督と所領が息子の直純に移ると状況は一変。領主であり、徳川家康の外曾孫・国姫を側室に持つ直純と、長崎奉行長谷川左兵衛によって迫害が行われた。
- 1613年10月7日殉教
  - アドリアノ高橋主水 （年齢不詳）
  - ヨハンナ高橋 （年齢不詳）：アドリアノ高橋の妻
  - レオ林田助右衛門 （年齢不詳）
  - マルタ林田 （年齢不詳）：レオ林田の妻
  - マグダレナ林田 （19歳）：レオ林田の娘
  - ディエゴ林田 （12歳）：レオ林田の息子
  - レオ武富勘右衛門 （年齢不詳）
  - パウロ武富 （27歳）：レオ武富の息子

### 天草の殉教者（1名）
- 1614年6月5日殉教
  - アダム荒川 （60歳）

### 京都の大殉教（52名）

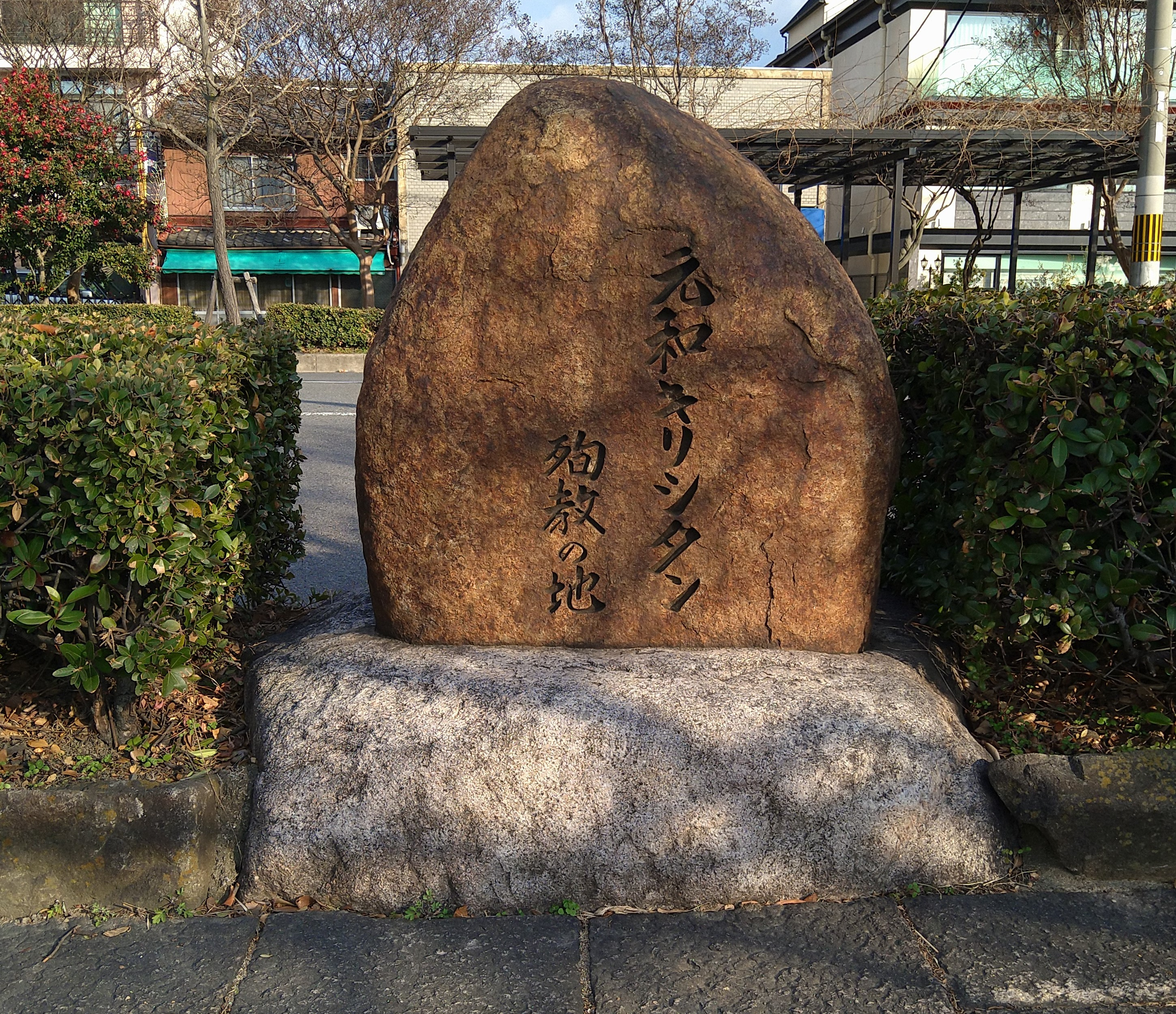
正面橋東詰に建てられた「元和キリシタン殉教の地」の石碑

江戸幕府2代将軍の徳川秀忠が上洛の折、京都でキリシタンの大規模な処刑を命じた。方広寺門前の正面橋近辺で、彼らを方広寺大仏（京の大仏）に向かいあうように磔にし、火あぶりで処刑した。正面橋東詰には現在「元和キリシタン殉教の地」という碑が建てられている。聖母女子短期大学教授の三俣俊二は、キリシタンを通常の刑場でなく、大仏門前で処刑したのは、彼らに対するせめてもの情けだったのではないかとしている。宣教師ジラン・ロドリゲスの著したイエズス会年報には「ミヤコの東部を囲み南に向かって流れる川（鴨川）の近くに処刑のための十字架を立てた。十字架は有名な大仏に向かいあっていた。この大仏というのは、最も大きな寺院で、日本で最大で、最も豊満な仏である。」という記事がある。
- 1619年10月6日殉教
  - ヨハネ橋本太兵衛 （年齢不詳）
  - テクラ橋本 （年齢不詳）：ヨハネ橋本の妻
  - カタリナ橋本 （13歳）：ヨハネ橋本の娘
  - トマス橋本 （12歳）：ヨハネ橋本の息子
  - フランシスコ橋本 （8歳）：ヨハネ橋本の息子
  - ペトロ橋本 （6歳）：ヨハネ橋本の息子
  - ルイサ橋本 （3歳）：ヨハネ橋本の娘
  - トマス喜庵 （年齢不詳）
  - トマス池上 （年齢不詳）
  - リノ利兵衛 （年齢不詳）
  - マリア （年齢不詳）：リノ利兵衛の妻
  - コスメ （年齢不詳）
  - アントニオどみ （年齢不詳）
  - ヨアキム小川 （年齢不詳）
  - ヨハネ久作 （年齢不詳）
  - マグダレナ （年齢不詳）：ヨハネ久作の妻
  - レジナ （2歳）：ヨハネ久作の娘
  - トマスこしましんしろう （年齢不詳）
  - マリア （年齢不詳）：トマスこしまの妻
  - ガブリエル （年齢不詳）
  - マリア （年齢不詳）
  - モニカ （4歳）：マリアの娘
  - マルタ （年齢不詳）
  - ベネディクト （2歳）：マルタの息子
  - マリア （年齢不詳）
  - シクスト （3歳）：マリアの息子
  - モニカ （年齢不詳）
  - トマス藤右衛門 （年齢不詳）
  - ルチア （年齢不詳）：トマス藤右衛門の妻
  - ルフィナ （年齢不詳）
  - マルタ （7歳）：ルフィナの娘
  - モニカ （年齢不詳）
  - インマヌエル小三郎 （年齢不詳）
  - トマス与右衛門 （年齢不詳）
  - アンナかじや （年齢不詳）：トマス与右衛門の母
  - アガタ （年齢不詳）
  - マリアちゅうぞう （年齢不詳）
  - ヒエロニモそうろく （年齢不詳）
  - ルチア （年齢不詳）：ヒエロニモそうろくの妻
  - ヨハネ桜井如庵 （年齢不詳）
  - ウルスラ （年齢不詳）：ヨハネ桜井の息子の妻
  - マンショ九次郎 （年齢不詳）
  - ルイス（ルドビコ）又五郎 （年齢不詳）
  - レオきゅうすけ （年齢不詳）
  - マルタ （年齢不詳）：レオきゅうすけの妻
  - メンシア （年齢不詳）
  - ルチア （年齢不詳）：メンシアの娘
  - マグダレナ （年齢不詳）
  - ディエゴ辻 （年齢不詳）
  - フランシスコ庄三郎 （年齢不詳）
  - フランシスコ （年齢不詳）
  - マリア （年齢不詳）

### 小倉・大分・熊本の殉教者（加賀山一族18名）
- 1619年10月15日殉教
  - ディエゴ加賀山隼人 （54歳）
  - バルタザル加賀山半左衛門 （47歳）：ディエゴ加賀山隼人のいとこ
  - ディエゴ加賀山 （5歳）：バルタザル加賀山の息子
- 1636年1月30日殉教
  - 小笠原玄也 （年齢不詳）
  - マリア小笠原みや （年齢不詳）：ディエゴ加賀山隼人の娘、小笠原玄也の妻
  - 小笠原源八 （年齢不詳）：小笠原玄也の息子
  - 小笠原まり （年齢不詳）：小笠原玄也の娘
  - 小笠原くり （年齢不詳）：小笠原玄也の娘
  - 小笠原佐左衛門 （年齢不詳）：小笠原玄也の息子
  - 小笠原三右衛門 （年齢不詳）：小笠原玄也の息子
  - 小笠原四郎 （年齢不詳）：小笠原玄也の息子
  - 小笠原五郎 （年齢不詳）：小笠原玄也の息子
  - 小笠原つち （年齢不詳）：小笠原玄也の娘
  - 小笠原権之介 （年齢不詳）：小笠原玄也の息子
  - 奉公人 4名

### 江戸の殉教者（1名）
- 1623年12月4日殉教（江戸の大殉教（英語版））
  - ヨハネ原主水 （年齢不詳）

### 広島の殉教者（3名）
- 1624年2月16日殉教
  - フランシスコ遠山甚太郎 （24歳）
- 1624年2月17日殉教
  - マチアス庄原市左衛門 （34歳）
- 1624年3月8日殉教
  - ヨアキム九郎右衛門 （65歳）

### 雲仙の殉教者（29名）
- 1627年2月21日殉教
  - バルタザル内堀 （年齢不詳）：パウロ内堀の息子
  - アントニオ内堀 （18歳）：パウロ内堀の息子
  - イグナチオ内堀 （5歳）：パウロ内堀の息子
- 1627年2月28日殉教
  - パウロ内堀作右衛門 （47歳）
  - ガスパル喜左衛門 （年齢不詳）
  - マリア峰 （年齢不詳）
  - ガスパル長井宗半 （年齢不詳）
  - ルイス（ルドビコ）信三郎 （年齢不詳）
  - ディオニジオ佐伯てんか （年齢不詳）
  - ルイス（ルドビコ）佐伯きぞう （年齢不詳）：ディオニジオの息子
  - ダミアン市弥太 （年齢不詳）：ディオニジオの甥
  - レオ中山そうかん （年齢不詳）
  - パウロ中山 （年齢不詳）：レオの息子
  - ヨハネ木崎 （年齢不詳）
  - ヨハネ平作 （年齢不詳）
  - トマス新五郎 （52歳）
  - アレクシス庄八 （年齢不詳）
  - トマス近藤兵右衛門 （63歳）
  - ヨハネ荒木勘七 （34歳）
- 1627年5月17日殉教
  - ヨアキム峰助太夫 （60歳）
  - パウロ西田休巴 （74歳）
  - マリア （36歳）
  - ヨハネ松竹庄三郎 （38歳）
  - バルトロメオ馬場半右衛門 （53歳）
  - ルイス（ルドビコ）助右衛門 （37歳）
  - パウロ鬼塚孫右衛門 （64歳）
  - ルイス（ルドビコ）林田宗可 （67歳）
  - マグダレナ林田 （68歳）：ルイス林田の妻
  - パウロ林田茂兵衛 （35歳）：ルイス林田の息子

### 米沢の殉教者（53名）
- 1629年1月12日殉教
  - ルイス（ルドビコ）甘糟右衛門 （年齢不詳）
  - ミカエル甘糟太右衛門 （年齢不詳）：ルイス甘糟の息子
  - ドミニカ甘糟 （年齢不詳）：ミカエルの妻
  - ジュスタ甘糟 （3歳）：ミカエルの娘
  - ビンセンチオ黒金市兵衛 （年齢不詳）：ルイス甘糟の息子
  - テクラ黒金 （17歳）：ビンセンチオ黒金の妻
  - ルチア黒金 （1歳）：ビンセンチオ黒金の娘
  - マリア伊藤 （年齢不詳）
  - マリナ長房 （年齢不詳）
  - ペトロ弥兵衛 （年齢不詳）
  - マチアス彦助 （年齢不詳）
  - テモテ大峡次郎兵衛 （年齢不詳）
  - ルチア大峡 （年齢不詳）：テモテ大峡の妻
  - ヨハネ五郎兵衛 （年齢不詳）
  - ヨアキム三郎兵衛 （年齢不詳）
  - ヨハネ板斎主計 （年齢不詳）
  - アウレア板斎 （年齢不詳）：ヨハネ板斎の妻
  - アントニオ板斎オロス （年齢不詳）：ヨハネ板斎の息子
  - パウロ三十郎 （年齢不詳）：ヨハネ板斎の娘婿
  - ルフィナ （年齢不詳）：ヨハネ板斎の娘、パウロ三十郎の妻
  - パウロ （5歳）：パウロ三十郎の息子
  - マルタ （3歳）：パウロ三十郎の娘
  - シモン高橋清左衛門 （年齢不詳）
  - テクラ高橋 （13歳）：シモン高橋の娘
  - パウロ西堀式部 （31歳）
  - ルイス（ルドビコ）甚右衛門 （80歳）
  - アンナ （年齢不詳）：ルイス甚右衛門の妻
  - マンショ吉野半右衛門 （年齢不詳）
  - ジュリア吉野 （年齢不詳）：マンショ吉野の妻
  - アントニオ穴沢半右衛門 （年齢不詳）
  - クレセンチア穴沢 （年齢不詳）：アントニオ穴沢の妻
  - パウロ穴沢重三郎 （年齢不詳）：アントニオ穴沢の息子
  - ロマノ穴沢松次郎 （14歳）：アントニオ穴沢の息子
  - ミカエル穴沢治 （13歳）：アントニオ穴沢の息子
  - アンデレ山本七右衛門 （年齢不詳）
  - マリア山本 （年齢不詳）：アンデレ山本の妻
  - ウルスラ山本 （3歳）：アンデレ山本の娘
  - イグナチオ飯田惣右衛門 （年齢不詳）
  - ルチア飯田 （歳）：イグナチオ飯田の妻
  - ヨハネ有家喜右衛門 （年齢不詳）
  - マグダレナ有家 （年齢不詳）：ヨハネ有家の妻
  - ペトロ有家丹蔵 （年齢不詳）：ヨハネ有家の息子
  - アレクシス佐藤清助 （年齢不詳）
  - ルチア佐藤 （年齢不詳）：アレクシス佐藤の妻、アントニオ穴沢の娘
  - エリザベト佐藤 （3歳）：アレクシス佐藤の娘
  - パウロ佐藤又五郎 （年齢不詳）：アレクシス佐藤の弟
  - N・七左衛門 （年齢不詳）
  - マグダレナ （歳）：N・七左衛門の妻
  - 女児 （5歳）：N・七左衛門の娘
  - 女児 （3歳）：N・七左衛門の娘
  - アレクシス庄右衛門 （年齢不詳）
  - カンディド坊主 （14歳）：アレクシス庄右衛門の義弟
  - イグナチオ （1歳）：カンディド坊主の甥

### 長崎西坂の殉教者（2名）
- 1633年7月28日殉教
  - ミカエル薬屋 （年齢不詳）
- 1633年7月31日殉教
  - ニコラオ福永ケイアン （63歳）

### その他（司祭4名）
- 1633年10月21日殉教
  - 中浦ジュリアン （64歳）
- 1636年2月25日殉教
  - ディオゴ結城了雪 （62歳）
- 1637年11月6日殉教
  - トマス金鍔次兵衛 （37歳）
- 1639年7月4日殉教
  - ペトロ岐部 （52歳）